# Corps grand-ducal d’incendie et de secours
Das Corps grand-ducal d’incendie et de secours (Großherzogliches Feuerwehr- und Rettungskorps) oder auch CGDIS vereint seit dem 1. Juli 2018 die meisten bis dahin mit Aufgaben des Bevölkerungsschutzes vertrauten Organisationen in Luxemburg unter einem Dach. Es wurde auf Grundlage des Gesetzes vom 27. März 2018 ins Leben gerufen.
Bei seiner Gründung wurden folgende Einheiten zusammengeführt:
- die Verwaltung der Rettungsdienste (Administration des services de secours)
- die einzelnen Gemeindefeuerwehren des Landes (Freiwillige Feuerwehren)
- die Berufsfeuerwehr der Stadt Luxemburg
- die Flughafenfeuerwehr der Flugsicherungsverwaltung (Administration de la navigation aérienne)
- das Personal für Notfallmedizin der Krankenhäuser zur Sicherstellung des medizinischen Notfalldienstes

Die Reform der Rettungsdienste, welche zur Gründung des CGDIS führte, wurde in nur einer Legislaturperiode unter Innenminister Dan Kersch vollzogen. Die wichtigsten Herausforderungen waren dabei einerseits die Anerkennung der ehrenamtlichen Einsatzkräfte bei gleichzeitiger, massiver Rekrutierung von Hauptamtlichen sowie andererseits die Gleichstellung des Zivilschutzes und der verschiedenen Feuerwehrorganisationen des Landes bei deren Zusammenführung, um niemanden zu benachteiligen oder in den Schatten zu stellen.

## Geschichte

### Feuerwehr
Die ersten Feuerwehrkorps der Gemeinden wurden im 19. Jahrhundert gegründet, wie beispielsweise 1830 in Vianden oder 1850 in Grosbous.
Zum 1. April 1905 trat in Luxemburg ein Gesetz in Kraft, welches eine spezielle Steuer zu Lasten jedes Versicherers einführte, welcher im Großherzogtum Versicherungen gegen Brandschaden aufnimmt. Das Gesetz hat bis heute Gültigkeit.
In der Feuerwehr in Luxemburg waren im Jahr 2019 landesweit rund 500 Berufs- und 4750 freiwillige Feuerwehrleute organisiert, die in 100 Feuerwachen und Feuerwehrhäusern, in denen 106 Löschfahrzeuge und 23 Drehleitern bzw. Teleskopmasten bereitstehen, tätig sind. Der Frauenanteil beträgt 16 %. In den Jugendfeuerwehren sind 1185 Kinder und Jugendliche organisiert.

### Zivilschutz

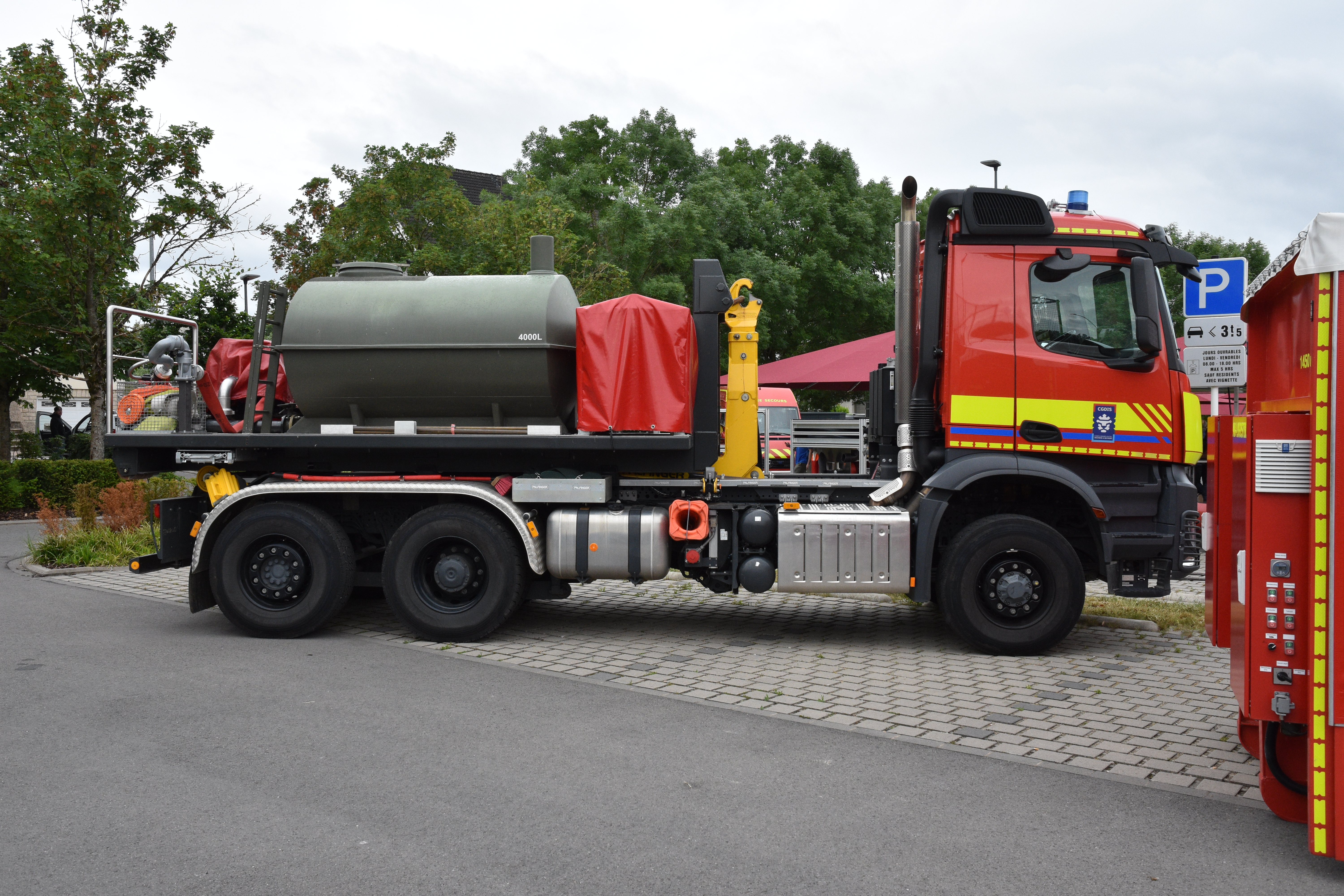
CGDIS – Zivilschutz, Wasserversorgung

Die Geschichte des Zivilschutzes (Protection civile) in Luxemburg beginnt mit dem Gesetz vom 22. August 1936, „wodurch die Regierung ermächtigt wird, die geeigneten Maßnahmen zu ergreifen, um die Bevölkerung gegen die Gefahren eines internationalen Krieges, besonders gegen die Gefahren von Fliegerangriffen zu schützen“ (Memorial des Großherzogtums Luxemburg, n° 36, S. 1069). Der Zivilschutz wurde also mit Aufgaben der Zivilverteidigung betraut. Aufgrund der deutschen Besetzung 1940–1944 im Zweiten Weltkrieg wurde die Anwendung dieses Gesetzes bis nach dem Krieg hinausgezögert.
Nach dem Zweiten Weltkrieg widmete man sich weiterhin der Zivilverteidigung. Der Kalte Krieg führte 1951 zur Gründung des Obersten Zivilschutzrates (Conseil supérieur de la protection civile). Dieser baute einen Vorrat an Medikamenten auf und bat die Gemeinden, Feuerwehrausrüstung und Krankenwagen zu erwerben, wofür diese auch Zuschüsse erhielten.
Aufgrund wachsender Unfälle im Straßenverkehr und mit gefährlichen Gütern, als auch einer steigenden Zahl an Umweltverschmutzungen hielt es der Staat Ende der 1950er-Jahre für sinnvoll, eine nationale Einheit zu gründen. Mit dem großherzoglichen Beschluss vom 5. September 1960 wurde der Oberste Zivilschutzrat zur Aufsicht, während die neu gegründete Zivilschutzleitung (Direction de la Protection Civile) Exekutivfunktionen wahrzunehmen hatte. Der ministerielle Beschluss vom 11. März 1961 ermöglichte die Gründung der großherzoglichen Freiwilligenbrigade des Zivilschutzes (brigade grand-ducale des volontaires de la protection civile). Diese Brigade wurde nach den Empfehlungen der NATO organisiert und militärisch strukturiert – ihre Hauptaufgabe blieb die Zivilverteidigung im Falle eines bewaffneten Konflikts.
Als sich nach der Kubakrise 1962 die Spannungen zwischen beiden Blöcken allmählich legten, und die Gefahr eines bewaffneten Konflikts immer geringer wurde, musste man die großherzogliche Freiwilligenbrigade des Zivilschutzes neu ordnen, da sich ihre Strukturen als zu unflexibel erwiesen. Dies geschah mit einer Reihe von großherzoglichen Verordnungen in den Jahren 1970, 1971 und 1972, sowie mit dem Gesetz über den Zivilschutz vom 18. November 1976, welches den Zivilschutz vereinheitlichte. Die Verwaltung der Rettungsdienste löste ihn 2004 ab, der Zivilschutz war ab diesem Zeitpunkt nur noch eine Division dieser Verwaltung.
Mit Inkrafttreten des Gesetzes über die zivile Sicherheit vom 27. März 2018 wurde die Verwaltung der Rettungsdienste (und damit auch der Zivilschutz) zum 1. Juli 2018 aufgelöst. Seine Aufgaben nimmt jetzt das CGDIS wahr; dieses ist auch Rechtsnachfolger der Verwaltung der Rettungsdienste.

### Medizinischer Notfalldienst

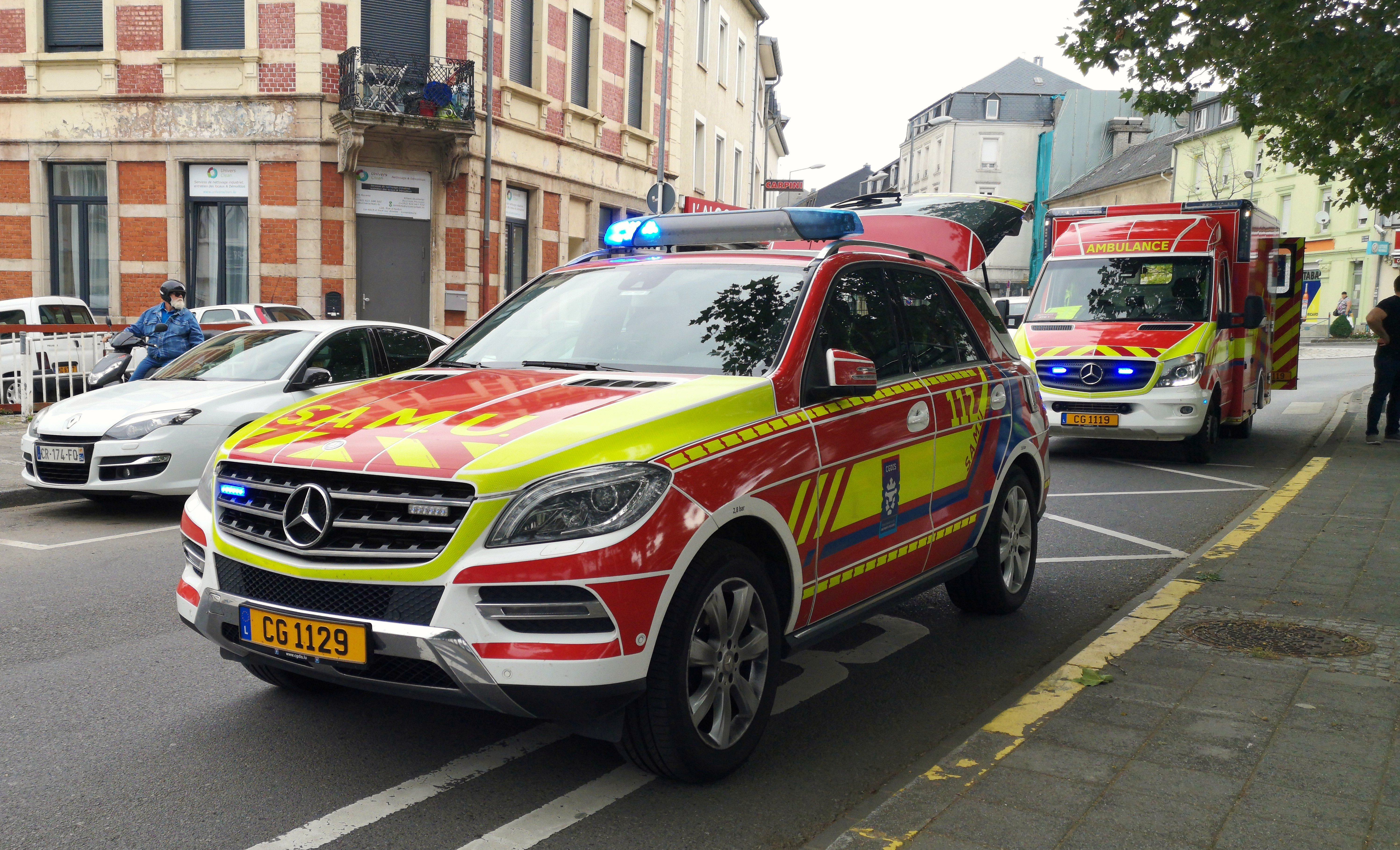
Notarzteinsatzfahrzeug des CGDIS bei einem Einsatz in Esch an der Alzette

Der medizinische Notfalldienst (SAMU, Service d'aide médicale urgente) wurde mit dem Gesetz vom 27. Februar 1986 gegründet und besteht offiziell seit Juli 1989.
Zuvor war seit 1983 bereits inoffiziell ein solcher Dienst geleistet worden.

## Auftrag

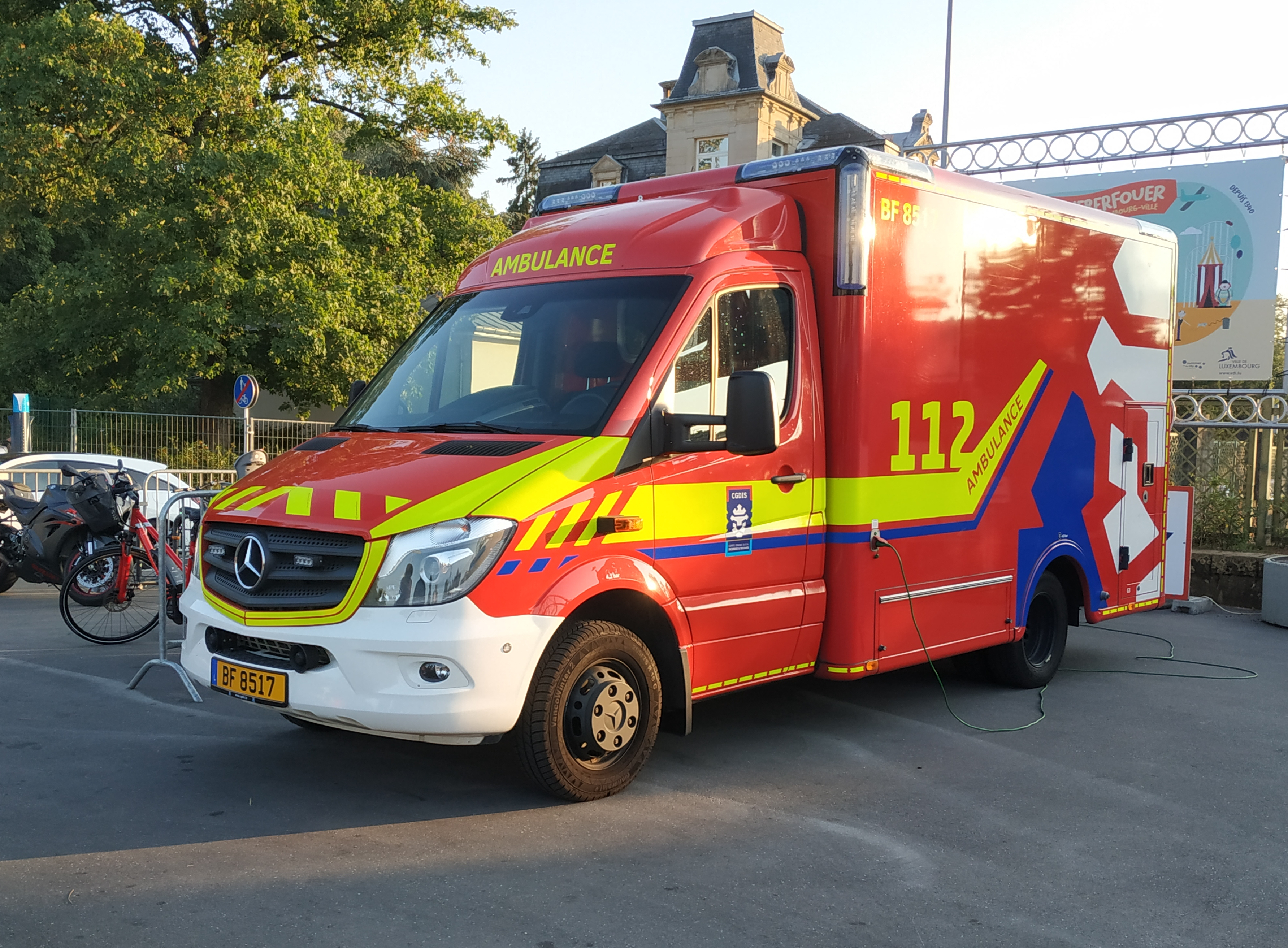
Rettungswagen im Design des CGDIS

Laut Artikel 4 des Gesetzes vom 27. März 2018 wird dem CGDIS folgendes aufgetragen:
1. Hilfeleistung für Personen, welche sich aufgrund von Unfällen, Katastrophen, Feuer oder anderen Schadensereignissen in Not befinden;
2. Vorbeugung von und Schutz gegen Feuer;
3. Bekämpfung von Verschmutzungen durch radioaktive, nukleare, biologische oder chemische Stoffe;
4. Schutz von Eigentum im Falle von Bränden, Katastrophen oder anderen Schadensereignissen;
5. Internationale Hilfeleistung im Falle von Katastrophen außerhalb des Großherzogtums;
6. Aufstellen eines Hilfsdispositivs im Falle von Demonstrationen oder Ereignissen, bei welchen ein Schadensrisiko besteht;
7. Angebot von Ausbildungen in den Bereichen Brandbekämpfung und Personenrettung;
8. Sicherstellung des medizinischen Notfalldienstes.

## Gliederung
Das CGDIS fällt unter die Aufsicht des Innenministers. Es wird durch einen Generaldirektor geleitet und ist in sieben Direktionen unterteilt:
- Generaldirektion (Direction générale) mit folgenden nachgeordneten Einheiten:
  - Zonen (Nord, Ost, Süd und Zentrum) mit den ihnen nachgeordneten Zentren für Feuerwehr und Rettungsdienst (Centres d’incendie et de secours)

- Direktion für Einsatzkoordination (Direction de la coordination opérationnelle) mit Spezialeinsatzgruppen
  - Gruppe zur Unterstützung der operationellen Koordination (Groupe d’appui à la coordination opérationelle)
  - Wasserrettungsgruppe (Groupe de sauvetage aquatique)
  - Tierrettungsgruppe (Groupe de sauvetage animalier)
  - Hundestaffel (Groupe cynotechnique)
  - Gruppe für radiologischen Schutz (Groupe de protection radiologique)
  - Gruppe für logistischen Nachschub (Groupe logistique ravitaillement)
  - Gruppe für psychische Hilfeleistung (Groupe de support psychologue)
  - Gruppe für humanitäre Einsätze (Humanitarian Intervention Team)
  - Logistikgruppe (Groupe logistique)
  - Technologische Einsatzführungsunterstützungseinheit (Groupe d’appui technologique opérationel)
- Direktion für Einsatzstrategie (Direction de la stratégie opérationnelle)
- Direktion für medizinische und Gesundheitsangelegenheiten (Direction Médicale et de la Santé)
- Direktion für Verwaltung und Finanzen (Direction Administrative et Financière)
- Direktion für logistische Mittel (Direction des Moyens Logistiques)
- Direktion des Nationalen Ausbildungsinstituts für Einsatzkräfte (Direction de l’Institut National de Formation des Secours)

## Personal
Das CGDIS besteht aus freiwilligen Feuerwehrleuten, welche speziellen Bestimmungen unterliegen und beruflichen Feuerwehrleuten, welche als Staatsbeamte eingestellt werden. Der Begriff der Feuerwehrfrau bzw. des Feuerwehrmannes (offiziell pompier) ist allerdings irreführend, da diese auch im Bereich der Personenrettung oder im Rahmen von Spezialeinsatzgruppen Dienst leisten. Diese sind also nicht zwangsläufig nur zur Brandbekämpfung im Einsatz.
Daneben gibt es noch die Mitarbeiter des administrativen und technischen Personals, welche als Staatsbeamte, Staatsbedienstete oder Staatsangestellte eingestellt werden.

### Freiwillige Feuerwehrleute
Im CGDIS werden folgende Kategorien von freiwilligen Feuerwehrleuten unterschieden:
- Praktikanten (pompiers volontaires stagiaires)
- Diensttuende Feuerwehrleute (pompiers volontaires opérationnels)
- Unterstützende Feuerwehrleute (pompiers volontaires de support)

Jugendfeuerwehrleute und Veteranen sind ebenfalls Teil des CGDIS.
Jeder Freiwillige wird durch den Verwaltungsrat zu (einer) Einsatz- und/oder Managementdienststellung(en) ernannt. Die Bedingungen für jede Ernennung gehen aus der Geschäftsordnung hervor. Eine solche Ernennung verleiht jedem Freiwilligen einen bestimmten Dienstgrad.
Um als Praktikant zugelassen zu werden, müssen Anwärter folgende Bedingungen erfüllen:
- mindestens 16 Jahre alt sein. Für Spezialeinsatzgruppen können andere Bestimmungen gelten. Minderjährige Anwärter benötigen die Zustimmung ihrer Eltern oder gesetzlichen Vertreter,
- die medizinischen Voraussetzungen erfüllen,
- den sportlichen Eignungstest bestanden haben,
- ein Einstellungsgespräch mit dem zukünftigen Vorgesetzten führen,
- das äußere Erscheinungsbild muss mit der Ausübung der zukünftigen Funktionen und dem Tragen der Uniform vereinbar sein. Körpermodifikationen dürfen weder die Zugehörigkeit zu einer politischen, gewerkschaftlichen oder konfessionellen Organisation bzw. zu einem Verein erkennen lassen, noch dürfen diese der Pflicht der Mustergültigkeit in irgendeiner Weise nicht nachkommen,
- einen Auszug aus dem Strafregister einreichen. Aufgrund der Anzahl, der Schwere und des Alters der etwaigen Verurteilungen kann die Zulassung zum Dienst im CGDIS verweigert werden.

Die Praktikumsdauer beträgt zwei Jahre (lediglich ein Jahr, wenn man zuvor mindestens zwei Jahre bei der Jugendfeuerwehr aktiv gewesen ist) und erlaubt es dem Praktikanten, eine Grundausbildung in seiner Einheit zu erlangen. Jeder Praktikant nimmt an den Übungen- und Ausbildungen seiner Einheit teil und darf darüber hinaus am Bereitschaftsdienst und den Einsätzen teilnehmen, sobald er seine Ernennung zu einer Dienststellung erhalten hat.
Um als diensttuendes Feuerwehrmitglied zugelassen zu werden, müssen Anwärter dieselben Bedingungen wie Praktikanten erfüllen. Wenn am Ende der Praktikumsdauer die Ausbildung zum Truppmitglied in einem der drei Einsatzbereiche des CGDIS abgeschlossen wurde, wird man zum Truppmitglied (Équipier) im jeweiligen Einsatzbereich ernannt und erhält den Dienstgrad des Brigadiers.
Zum unterstützenden Feuerwehrmitglied zugelassen werden Personen, welche die Bedingungen des diensttuenden Feuerwehrmitglieds nicht oder nicht mehr erfüllen. Es gelten dieselben Bedingungen, mit Ausnahme des sportlichen Eignungstests (auf welchen verzichtet wird) und der medizinischen Voraussetzungen (die vereinfacht sind). Unterstützende Feuerwehrmitglieder können nur zu Managementdienststellungen ernannt werden.

## Dienstgrade
Den ehren- und hauptamtlichen Einsatzkräften des CGDIS werden Dienstgrade zugeteilt. Diese wurden durch die großherzogliche Verordnung vom 18. September 2018 festgelegt.
Welcher Einsatzkraft welcher Dienstgrad zugeteilt wird, legt der Verwaltungsrat in der Geschäftsordnung fest. Diese werden dabei abhängig von Dienststellung- und alter vergeben. Bei den Dienststellungen werden ferner jene für das Management (emplois managérieux, umfassen alle administrativen Tätigkeiten in den Zentren für Feuerwehr- und Rettungsdienst, den Spezialeinsatzgruppen und den Zonen), sowie jene für den Einsatz (emplois opérationnels, umfassen die Dienststellungen der Befehlskette, wie beispielsweise Chefs de section, was dem deutschen Staffelführer entspricht) unterschieden.
In der Befehlskette des CGDIS gibt es drei Tätigkeitsbereiche: Brandbekämpfung und technische Hilfeleistung (Incendie-Sauvetage, abgekürzt INCSA), Personenrettung (Secours à personne, abgekürzt SAP) und Spezialeinsatzgruppen (Groupes d’intervention spécialisés, abgekürzt GIS).
| Mannschaftsgrade            | Mannschaftsgrade               | Mannschaftsgrade | Mannschaftsgrade | Mannschaftsgrade |
| Dienstgradbezeichnung       | Übersetzung (sofern verfügbar) | Abzeichen        | Bedingungen für Zuteilung bei Ehrenamtlichen (Nach Abschnitt 3.5.3. der Geschäftsordnung)                                                                       | Bedingungen für Zuteilung bei Hauptamtlichen (Nach Abschnitt 3.6.3. der Geschäftsordnung) |
| --------------------------- | ------------------------------ | ---------------- | --- | --- |
| Brigadier-aspirant          | Angehender Brigadier           |                  | Ernennung zum Équipier-stagiaire Die Person muss innerhalb von drei Jahren den Dienstgrad des Brigadiers erlangen.                                              | Bestandenes examen-concours (Staatsexamen) |
| Brigadier                   | Brigadier                      |                  | Ernennung zum Équipier in den Bereichen INCSA, SAP oder GIS | Ein Jahr Ausbildung am INFS und Validierung der Ausbildung zum Équipier (Truppmitglied) |
| Caporal                     | Korporal                       |                  | Ernennung zum Chef de binôme in den Bereichen INCSA, SAP oder GIS                                                                                               | Ablauf der Probezeit, Validierung der Ausbildung zum Chef de binôme (Truppführer) und bestandenes examen d’admission définitive (Aufnahmeexamen) |
| Caporal-chef                | Chefkorporal                   |                  | Drei Jahre Dienstzeit als Caporal | Drei Jahre Dienstzeit als Caporal |
| Caporal-chef de 1ère classe | Chefkorporal Erster Klasse     |                  | Besitz des Dienstgrades Caporal-chef und 20 Jahre Dienstzeit seit der Ernennung zum Brigadier                                                                   | Vollendung des 50. Lebensjahres (Ernennung erfolgt nur, wenn das examen de promotion (Beförderungsexamen) nicht abgelegt wurde) |
| Sergent                     | Nicht verfügbar                |                  | Ernennung zum Chef d’agrès in den Bereichen INCSA oder SAP | Drei Jahre Dienstzeit als Caporal-chef, bestandenes examen de promotion (Beförderungsexamen) und Validierung der Ausbildung zum chef d’agrès oder: Caporal chef de 1ère classe: Validierung der Ausbildung zum chef d’agrès |
| Sergent-chef                | Nicht verfügbar                |                  | Ernennung zum Chef de section in den Bereichen INCSA oder GIS                                                                                                   | Sechs Jahre Dienstzeit als Sergent, Validierung der Ausbildung zum chef de section (Staffelführer) sowie zum chef d’équipe (Mannschaftsführer, Management) und Teilnahme an einem Beurteilungsgespräch |
| Sergent-major               | Nicht verfügbar                |                  | Nach drei Jahren Dienstzeit als Sergent-chef | Acht Jahre Dienstzeit als Sergent-chef, 30 Tage Fortbildung seit der nomination définitive (Ernennung auf Lebenszeit) und Teilnahme an einem Beurteilungsgespräch |
| Unteroffiziersgrade         |                                |                  | | |
| Dienstgradbezeichnung       | Übersetzung (sofern verfügbar) | Abzeichen        | Bedingungen für Zuteilung bei Ehrenamtlichen (Nach Abschnitt 3.5.3. der Geschäftsordnung)                                                                       | Bedingungen für Zuteilung bei Hauptamtlichen (Nach Abschnitt 3.6.3. der Geschäftsordnung) |
| Adjudant-aspirant           | Angehender Adjutant            |                  | Zurzeit keine Ernennungen vorgesehen, weder für Ehren-, noch für Hauptamtliche                                                                                  | Zurzeit keine Ernennungen vorgesehen, weder für Ehren-, noch für Hauptamtliche |
| Adjudant                    | Adjutant                       |                  | Ernennung zum Chef de peloton oder zum Adjoint au Chef de groupe GIS                                                                                            | Zehn Jahre Dienstzeit seit der nomination définitive (Ernennung auf Lebenszeit), bestandenes examen de promotion (Beförderungsexamen), Validierung der Ausbildung zum chef d’agrès, Validierung der Ausbildung zum chef de peleton und die Erfüllung der besonderen Bedingungen zum Laufbahnwechsel.                            |
| Adjudant-chef               | Chefadjutant                   |                  | Nach drei Jahren Dienstzeit als Adjudant | Neun Jahre Dienstzeit als Adjudant, Validierung der Ausbildung zum chef de cellule (Referatsleiter, Management), Validierung der Ausbildung zum chef de peleton und Teilnahme an einem Beurteilungsgespräch |
| Adjudant-major              | Majoradjutant                  |                  | Nach drei Jahren Dienstzeit als Adjudant-chef | Zwanzig Jahre Dienstzeit seit der nomination définitive (Ernennung auf Lebenszeit), drei Jahre Dienstzeit als Adjudant-major, 30 Tage Fortbildung in Bezug auf die operativen Aufgaben des CGDIS oder Validierung des Ausbildung zum chef de service (Abteilungsleiter, Management) und Teilnahme an einem Beurteilungsgespräch |
| Offiziersgrade              |                                |                  | | |
| Dienstgradbezeichnung       | Übersetzung (sofern verfügbar) | Abzeichen        | Bedingungen für Zuteilung bei Ehrenamtlichen (Nach Abschnitt 3.5.3. der Geschäftsordnung)                                                                       | Bedingungen für Zuteilung bei Hauptamtlichen (Nach Abschnitt 3.6.3. der Geschäftsordnung) |
| Lieutenant-aspirant         | Angehender Leutnant            |                  | Nach Beitritt als officier volontaire stagiaire (freiwilliger Offizierspraktikant) Der Dienstgrad des Leutnants muss innerhalb von drei Jahren erreicht werden. | Folgt noch |
| Lieutenant                  | Leutnant                       |                  | Ernennung zum chef de peloton (Lieutenant-aspirant) oder nach sechs Jahren Dienstzeit als Adjudant-major                                                        | Folgt noch |
| Lieutenant de 1ère classe   | Leutnant Erster Klasse         |                  | Nach sechs Jahren Dienstzeit als Lieutenant | Folgt noch |
| Capitaine                   | Hauptmann                      |                  | Ernennung zum Chef de compagnie | Folgt noch |
| Major                       | Major                          |                  | Ernennung zum Chef de bataillon | Folgt noch |
| Lieutenant-Colonel          | Oberstleutnant                 |                  | Nach sechs Jahren Dienstzeit als Major | Folgt noch |
| Colonel                     | Oberst                         |                  | Nach Ernennung zu einer besonderen Dienststellung | Folgt noch |
| Directeur général           | Generaldirektor                |                  | Für Ehrenamtliche nicht zugänglich | Folgt noch |

### Gradabzeichen
Auf den Abzeichen der Dienstgrade des CGDIS werden diese durch das Zusammenspiel von Tressen (galons) und Sternen (étoiles) ersichtlich. Die Sterne sind dabei fünfzackig, dies soll die Zusammenführung der fünf Vorgängerorganisationen des CGDIS symbolisieren (siehe oben).
Anhand der Farben der Tressen lässt sich die Zugehörigkeit zu einer der drei Dienstgradgruppen (Mannschaftsgrade, Unteroffiziersgrade oder Offiziersgrade) erkennen. Abzeichen für Mannschaftsgrade enthalten rote, jene für Unteroffiziersgrade silberne und jene für Offiziersgrade goldene Tressen.

## Ehem. Vorsitzender des Verwaltungsrates
Vom 1. April 2018 bis zum 31. Dezember 2020 war Alain Becker Vorsitzender des Verwaltungsrates.